# Ернст Телман
Ернст Телман (на немски: Ernst Thälmann) е виден политик, комунист и профсъюзен лидер в Германия от 1910-те до 1930-те години. Лидер на германските комунисти, той е сред главните политически опоненти на Хитлер.

## Биография
Роден е в Хамбург на 16 април 1886 г. От 14-годишен работи, на много места, включително в Съединените щати. Завърнал се в родината си, Телман се включва в работническото движение, оглавява профсъюза на транспортните работниците в Хамбург от 1912 г. Служи в артилерията през Първата световна война.
В края на 1917 година встъпва в Независимата социалдемократическа партия на Германия. Той оглавява нейната градска организация в Хамбург (1919) и я присъединява към Комунистическата партия на Германия (КПГ) през 1920 г. Става член на Централния комитет на КПГ (1922). Под негово ръководство е организирано Хамбургското въстание от 1923 г. Ръководи бойното крило на КПГ – организацията „Рот фронт“ (Съюз на борците от червения фронт). Избран е за председател е на ЦК на КПГ през 1924 г.
Депутат е в Райхстага от 1925 до 1933 г. Кандидат-президент на президентските избори през 1932 г., когато на 2-рия тур събира 10,2 % от подадените гласове срещу 36,8 % за Адолф Хитлер и 53 % за победителя Паул фон Хинденбург.

След подпалването на сградата на Райхстага през нощта на 27 срещу 28 февруари 1933 година в Германия започват арести на комунисти. Телман е арестуван на 3 март същата година и е държан в единична килия. Не е съден, тъй като след провала на Лайпцигския процес срещу Георги Димитров и други комунисти нацистите избягват публични процеси за разправа с политическите им противници. През август 1944 година е прехвърлен в концлагера Бухенвалд (край Ваймар), където е разстрелян на 18 август 1944 г.
„Ако кажа, че виждам смисъла на живота в борбата за делото на работническата класа, то едва ли ще ме разберете…“ (Ернст Телман)

## Памет
На Телман са посветени художествени произведения като филми (3 от ГДР и друг от Обединена Германия, 2009), кантатата „Ernst Thälmann“ от Günter Kochan (академик от ГДР) и творбата Thälman Variations за пиано от британския комунист Cornelius Cardew, а също така научни трудове и публицистика.
В негова чест са издигнати редица паметници, наименувани са множество обекти и организации в Германската демократична република, останалите социалистически държави и в други страни. Сред най-известните са следните:
- батальон „Телман“ и други формирования от интербригадисти в Испания (1936 – 1939),
- пионерската организация в ГДР,
- необитаем остров на Куба,
- Телмански район в Карагандинска област, Казахстан (закрит),
- селище от градски тип Телманово в Донецка област, Украйна,
- селища, площади и улици, училища, заводи и фабрики.
- в България в годините на социализма (1944 – 1989 г.) името на Ернст Телман носи първата в страната по време езикова гимназия в град Ловеч, открита през 1950 г.

След краха на социалистическата система единствените нови обекти, посветени на Телман, са негов паметник в посьолок Телман, Ленинградска област и улица „Ернст Телман“ в Красноярск, Русия.
- Изборна бюлетина за 2-рия тур на президентските избори, 1932 г.
- Паметник на Телман, Ваймар
- Паметник на Телман, Берлин